# Manfred Vollack
Manfred Vollack (* 27. Juni 1940 in Stettin; † 2. März 1999 in Büdelsdorf) war ein deutscher Sachbuchautor. Er veröffentlichte heimatgeschichtliche und heimatkundliche Bücher über Pommern.

## Leben
Vollack wurde 1940 in Stettin geboren, von wo seine Familie mit ihm 1945 vertrieben wurde und nach Stade kam. Hier besuchte er die Schule bis zum Abitur. Anschließend studierte er Geographie und Geschichte an der Universität Göttingen, der Universität Hamburg und der Universität Erlangen.
Er arbeitete von 1965 bis 1970 als freier Mitarbeiter beim Nordostdeutschen Kulturwerk in Lüneburg und bei der Niedersächsischen Arbeitsgemeinschaft für gesamtdeutsche Aufgaben in Hannover. Von 1970 bis 1973 war er Angestellter bei der Stiftung Pommern in Kiel und dann bis 1981 Lektor beim Verlag Ferdinand Hirt. Von 1982 bis 1983 war er Verlagsleiter der Pommerschen Zeitung in Hamburg. Seitdem war er als freier Autor tätig. Von 1980 bis zu seinem Tod war er Landesvorsitzender der Pommerschen Landsmannschaft in Schleswig-Holstein.
Vollack veröffentlichte heimatgeschichtliche und heimatkundliche Bücher über Pommern und benachbarte Gebiete. Von 1982 bis 1985 lieferte er ferner für die Pommersche Zeitung die monatliche heimatkundliche Beilage Unser Pommerland.

## Schriften (Auswahl)
- Manfred Vollack und Heinrich Lemke (Hrsg.): Der Kreis Schlochau. Ein Buch aus preußisch-pommerscher Heimat. Heimatkreisausschuß Schlochau, Kiel 1974.
- Manfred Vollack: Pommern in Farbe. Ostpommern mit Grenzmark. Kraft, Mannheim 1980.
- Manfred Vollack (Hrsg.): Der Kreis Ueckermünde bis 1945. Ein pommersches Heimatbuch. Heimatkreis Pasewalk-Ueckermünde, Hamburg 1981.
- Manfred Vollack (Hrsg.): Der Kreis Schlawe. Ein pommersches Heimatbuch. 2 Bände. Husum Druck- und Verlagsgesellschaft, Husum 1986/1989, ISBN 3-88042-239-7 und ISBN 3-88042-337-7.
- Manfred Vollack: Das Kolberger Land. Seine Städte und Dörfer. Ein pommersches Heimatbuch. Husum Druck- und Verlagsgesellschaft, Husum 1999, ISBN 3-88042-784-4.